# Patinaj artistic la Jocurile Olimpice de iarnă din 1924
Probele sportive de patinaj artistic la Jocurile Olimpice de iarnă din 1924 s-au desfășurat între 29 și 31 ianuarie 1924 la Chamonix, Franța. S-au desfășurat trei probe de patinaj artistic: simplu masculin, simplu feminin și patinaj în pereche.
Aceasta nu a fost prima dată când patinajul artistic a fost disputat la Jocurile Olimpice, deoarece acesta fusese inclus anterior în programul Jocurilor Olimpice de vară din 1908 și 1920. Gillis Grafström și-a apărat cu succes titlul din 1920.
La Jocurile Olimpice de iarnă din 1924, evenimentele de patinaj artistic s-au desfășurat pe un patinoar pătrat, în loc de unul dreptunghiular, ca o schimbare de ultim moment. În consecință, unii concurenți au avut dificultăți în a-și ajusta programele de patinaj liber pentru a se potrivi cu suprafața de gheață.

### Sumar medalii

#### Clasament pe țări
| Loc   | Țară                       | Aur | Argint | Bronz | Total |
| ----- | -------------------------- | --- | ------ | ----- | ----- |
| 1     | Austria                    | 2   | 1      | 0     | 3     |
| 2     | Suedia                     | 1   | 0      | 0     | 1     |
| 3     | Finlanda                   | 0   | 1      | 0     | 1     |
| 3     | Statele Unite ale Americii | 0   | 1      | 0     | 1     |
| 5     | Franța                     | 0   | 0      | 1     | 1     |
| 5     | Marea Britanie             | 0   | 0      | 1     | 1     |
| 5     | Elveția                    | 0   | 0      | 1     | 1     |
| Total | Total                      | 3   | 3      | 3     | 9     |

#### Probe sportive
| Probă sportivă              | Aur                                           | Argint                                              | Bronz                                   |
| Individual masculin detalii | Gillis Grafström · Suedia                     | Willy Böckl · Austria                               | Georges Gautschi · Elveția              |
| Individual feminin detalii  | Herma Szabo · Austria                         | Beatrix Loughran · Statele Unite ale Americii       | Ethel Muckelt · Marea Britanie          |
| Perechi detalii             | Helene Engelmann · și Alfred Berger · Austria | Ludowika Jakobsson · și Walter Jakobsson · Finlanda | Andrée Joly · și Pierre Brunet · Franța |